# Jean-Louis Berrar
 (octobre 2024).
Jean-Louis Berrar naît à Paris le 12 septembre 1882. En 1921, il est élu à la commission exécutive de la CGTU, dont il devient secrétaire en 1923. Il meurt le 17 août 1944. En 1925, il avait été élu membre du Comité central du Parti communiste français (PCF) et l'était demeuré jusqu'en 1929. En 1935, il était devenu maire de Drancy.

## Biographie
- 1898 : il adhère au syndicat des tôliers de la Seine.
- 1906 : il devient secrétaire adjoint de ce syndicat.
- 1910 : il loge rue Keller, à Paris.
- 1914 : il est mobilisé au 51e Régiment d'Artillerie.
- 1915 : il est détaché en usine.
- 1916 : il entre au conseil d'administration du syndicat des ouvriers et ouvrières sur Métaux de la Seine.
- 1918 : il participe au congrès confédéral de la CGT comme délégué de ce syndicat, dont il est devenu secrétaire adjoint.
- 1919 : il devient secrétaire général de son syndicat.
- 1920 : il est élu conseiller prud'homme de la 4e catégorie des métaux. Il adhère au Parti communiste (PC).
- 1921 : il participe au congrès confédéral de la CGT, à Lille. En décembre, il participe au congrès du PC, à Marseille et est élu membre de la commission exécutive de la CGTU.
- 1922 : il est réélu à la commission exécutive de la CGTU, qu'il représente au congrès de l'Internationale syndicale rouge (ISR), à Moscou.
- 1923 : il participe aux diverses manifestations contre l'occupation de la Ruhr. En novembre, il est élu secrétaire de la CGTU.
- 1924 : il siège au Comité central du Secours ouvrier international (SOI).
- 1925 : il est réélu secrétaire de la CGTU et élu membre du Comité central du PCF, au congrès de Clichy. Il est condamné à six mois de prison et 2 000 F d'amende pour provocation de militaires à la désobéissance.
- 1926 : il assure la direction de la commission centrale syndicale du PCF et, en juin, est réélu membre du Comité central de ce parti.
- 1927 : il est incarcéré à la Santé. Il devient vice-président ou président des conseillers prudhommaux ouvriers pour la section des Métaux.
- 1928 : il écrit, avec Racamond, une lettre au secrétariat du PCF pour protester contre les articles de l'Humanité qui tendent à assimiler CGTU et PCF. Il n'est pas réélu au Comité central du PCF. Il réside, alors, à Drancy
- 1929 : bien que réélu secrétaire de la CGT, il est écarté de tout poste de responsabilités. Le PC tente de le placer en tête de liste lors d'une élection à Aulnay-sous- Bois, mais le sous-rayon communiste local proteste. En mai, en revanche, les militants communistes de la 2e circonscription de Noisy-le-Sec soutiennent sa candidature au conseil général.
- 1933 : il profite de la crise de la section socialiste de Drancy, pour renforcer l'influence du PCF
- 1934 : lors d'élections municipales partielles, à Drancy, il est élu sur la liste communiste.
- 1935 : la liste communiste conquiert cette municipalité et il en devient le maire.
- 1936 : au printemps, son état de santé précaire le contraint à une longue absence.
- 1939 : non mobilisable, il est à l'origine dun « appel aux Drancéens ». En décembre, il est arrêté.
- 1940 : le conseil de préfecture le déchoit de son mandat électoral. Quelques semaines plus tôt, il avait adressé au commissaire de police de la circonscription de Pantin une lettre dans laquelle il réprouvait l'attitude du PCF et de l'Union soviétique.
- 1941 : il est signataire de la Lettre ouverte aux ouvriers communistes, lancée par Gitton.
- 1942 : il est remis en liberté.

## Source
- Dictionnaire biographique du mouvement ouvrier français, Les Éditions de l'Atelier, 1997.